# Nives Kavurić-Kurtović
Nives Kavurić-Kurtović née à Zagreb, le 18 janvier 1938, morte à Zagreb, le 30 octobre 2016 est une peintre croate. Elle est membre de l'Académie croate des sciences et des arts.

## Biographie
En 1962, elle est diplômée de l'Académie des Beaux-Arts de l'Université de Zagreb (hr)  dans la classe du professeur Frana Baća . De 1962 à 1967, elle  collabore à l'atelier de Krsto Hegedušić. Elle vit comme artiste indépendante jusqu'en 1983. À partir de 1986, elle enseigne à l'Académie des Beaux-Arts de Zagreb. 
De 1961 à 1964, elle s'inspire de œuvres de Samuel Becket et Franz Kafka. Elle peint à l'huile, en couches épaisses de couleurs sombres, des états de menace existentielle dans laquelle la forme humaine se désintègre.
Ensuite, elle allège sa palette et élargit le trait. Dans les années 1970, elle se rapproche de la peinture figurative coloristique. En 1983, elle crée une œuvre de papier de soixante-dix mètres de long composé en deux parties, Wrapped with Life et Roll of Living.  
Son œuvre est empreinte de surréalisme, d'art brut, de pop art et de nouvelle figuration. Elle travaille le dessin, la peinture, le collage sur toile, papier, bois, isorel, carton. De 1971 à 1994, elle est membre de la Galerie Forum. 
En 1997, elle est membre de l'Académie croate des sciences et des arts. 

## Prix et distinctions
- premier prix à Paris, Biennale de la jeunesse, 1967
- premier prix à Graz, 2. Malerwochen internationales, 1968
- prix annuel Josip Račić, 1973
- Grand Prix de Rijeka, exposition internationale de dessins originaux, 1982
- premier prix de peinture au salon de Zagreb, 1990
- Ordre de Danica Hrvatska  avec l'image de Marko Marulić pour mérites particuliers en art, 1996 [1]
- Prix Vladimir Nazor pour l'ensemble de sa carrière, 2004